# Thonningia sanguinea
Thonningia es un género monotípico de plantas parásitas, perteneciente a la familia Balanophoraceae. Su única especie: Thonningia sanguinea Vahl es originaria de África.

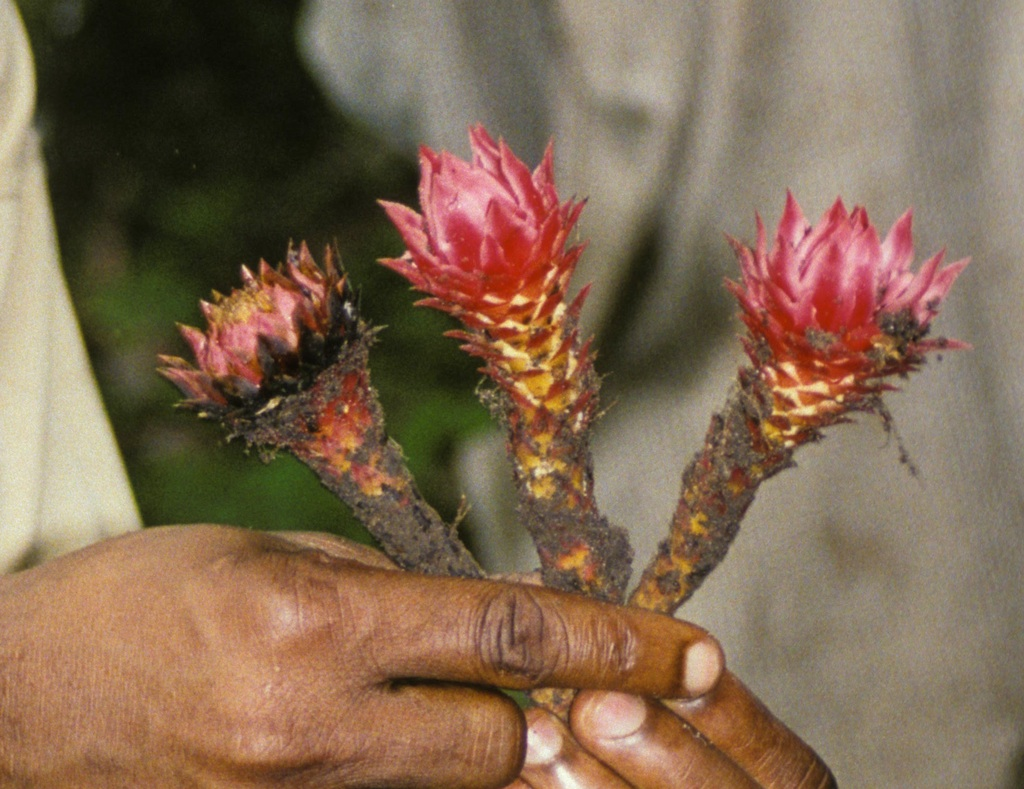
Vista de la planta

## Descripción
La planta es un parásito de árboles y plantas leñosas perennes que generalmente produce una  largo rizoma, tuberoso en el punto de unión de las raíces del huésped. Sólo las flores en forma de escamas en las cabezas aparecen en la superficie alcanzando hasta 7 cm de altura. Se encuentra en África occidental desde Sierra Leona a Camerún, y que se producen ampliamente en el resto del África tropical. Parasita los cultivos de plantación, por ejemplo, Hevea, aceite de palma, cacao. La infestación normalmente no es fatal, pero provoca una cierta pérdida de vigor en el huésped, sin embargo, una fuerte infestación ha sido registrado en Hevea en la provincia meridional de Sierra Leona como la causa de los árboles muertos. El hábito críptico de la planta la ha llevado a ser dotada de atributos mágicos y nombres de fantasía. 

## Usos
Los rizomas son un artículo común en el sector del comercio en los mercados nigerianos del norte. 
Los hausa lo utilizan como condimento para sopas, etc, y también para uso medicinal como vermífugo. En Nigeria los yorubas utilizan la cabeza de la flor, junto con otros medicamentos, como vermífugo, y toman una decocción para el dolor de la garganta. Toda la planta se machaca y se utiliza como astringente, y se piensa que es un afrodisíaco en Nigeria y en Costa de Marfil. En el centro de Nigeria se prepara un ungüento para el tratamiento de inflamaciones en el cuello y alrededor de los oídos. En Ghana el rizoma y flores, sin las brácteas rojas, se realizan en una pomada para la aplicación a enfermedades de la piel). En Congo la planta entera se prepara como un yeso para madurar abscesos, y se aplasta y se diluye en agua es un enjuague bucal contra la caries dental, gingivitis y las infecciones bucales, y la savia se da a un lactante con fiebre como un linimento aplicado al cuerpo del bebé después de que el estómago se haya pinchado con las escamas de la cabeza floral. La planta se utiliza en medicina en Nigeria para la disentería  y en el Zaire para la disentería y la blenorrea y en el Congo el rizoma se convierte en una tisana tomada para el reumatismo. Las flores de color rojo,  se trituran con un pimiento en una pasta en el este de Costa de Marfil para el uso como un enema para las hemorroides.  Junto con otras plantas, la inflorescencia se utiliza para la lepra, infecciones cutáneas, y parálisis.

## Taxonomía
Thonningia sanguinea fue descrito por Martin Vahl  y publicado en Skrifter af Naturhistorie-Selskabet 6: 125, t. 6. 1810.
Sinonimia
- Thonningia angolensis Hemsl.
- Thonningia coccinea Mangenot
- Thonningia dubia Hemsl.
- Thonningia elegans Hemsl.
- Thonningia sessilis Lecomte
- Thonningia ugandensis Hemsl.	[3]